# Bosque templado

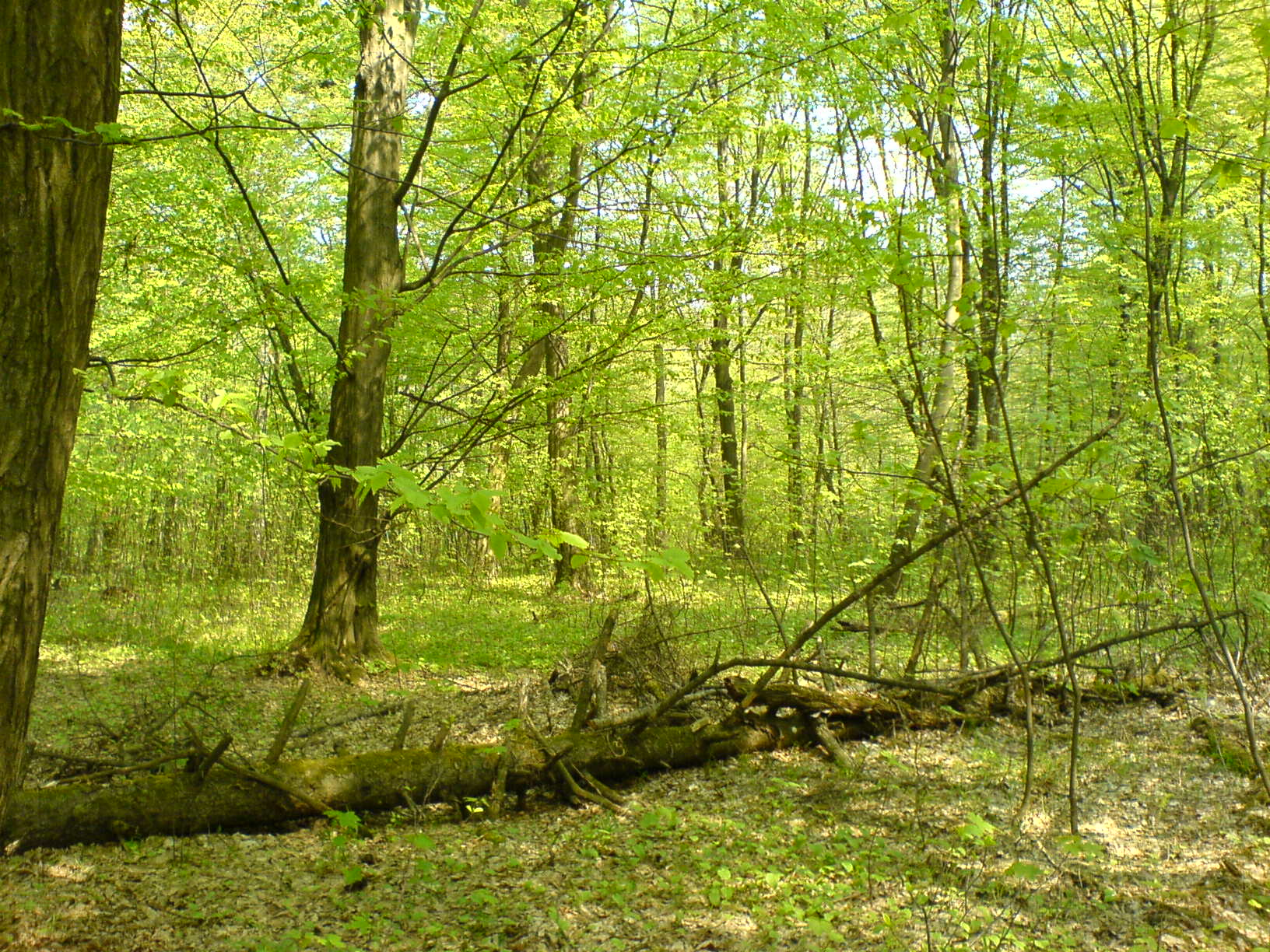
Bosque templado de Grady, se encuentra en Polonia.

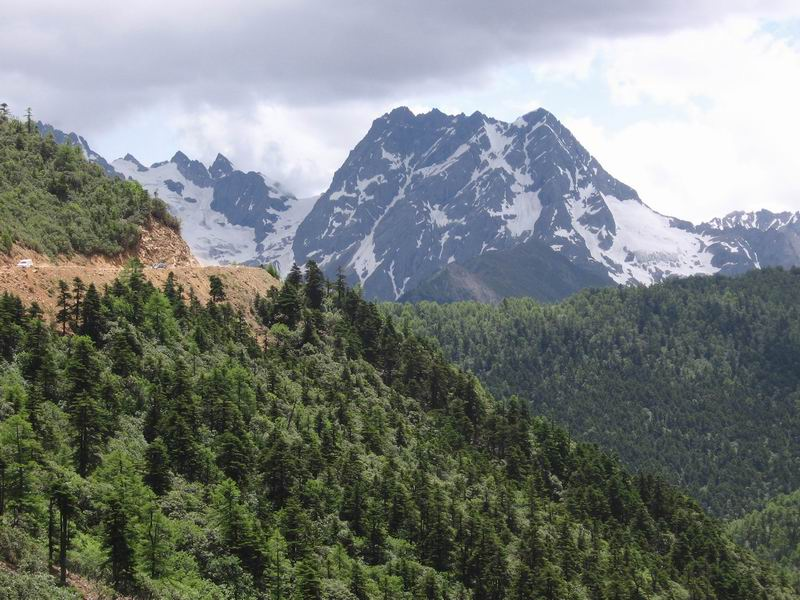
Bosque templado de montaña y mixto en Yunnan, China.

Los bosques templados son aquellos bosques ubicados en zonas de clima templado de ambos hemisferios del planeta, se distribuye en latitudes medias, en relieves montañosos.

## Efectos humanos
Las poblaciones humanas son altas en esta zona (incluyendo muchas de las ciudades mayores del planeta), que se caracteriza por ser climáticamente agradable y muy productiva de vida animal y vegetal cosechable. Debido a que el suelo es excelente para la agricultura, muchos bosques fueron cortados hace mucho tiempo en todas partes. Además, muchas especies de árboles son valiosos para madera así que estos bosques estuvieron siendo afectados mucho antes de la agricultura extensiva. En algunas áreas, están apareciendo crecimientos secundarios de muchas de las especies propias de la zona aunque los humanos han estado favoreciendo los pinares a través de plantaciones comerciales y de los programas de reforestación. El bosque se caracteriza por sus diferentes especies de árboles, como por ejemplo el bosque tropical lluvioso en el que en sus zonas llueve casi todo el año eso lo caracteriza, el bosque montado nublado se caracteriza por su temperatura que varía entre 8 y 23 °C. el bosque templado se caracteriza por el clima que la mayoría del año se mantiene húmedo sometido a fuertes vientos con herbazales de hoja ancha de forma de roseta. El bosque templado también se caracteriza por sus árboles que constituyen la flora,

## Características
Los bosques templados son muy variables pues en algunos lugares predominan los árboles caducifolios mientras que en otros las coníferas que son más comunes.También hay bosques mixtos con árboles de coníferas, caducifolios de hoja ancha y siempre verdes. Los bosques templados ocupan áreas con precipitaciones abundantes uniformemente distribuida y temperaturas moderadas con un marcado patrón estacional. La flora y la fauna de los bosques templados son muy diversificados, aunque muchos animales emigran o hibernan durante el frío del invierno. Son muy importantes. 

## Tipos de bosque templado
Según el tipo de vegetación pueden ser de frondosas o de coníferas:
- Bosque templado de frondosas o de hoja ancha, que puede tener varios subtipos según el clima:
  - Bosque templado caducifolio o aestisilva, de clima continental húmedo, lluvioso en verano pero seco y nevado en invierno.
  - Bosque mediterráneo o durisilva, de clima mediterráneo, lluvioso en invierno y seco en verano.
  - Bosque templado húmedo tipo laurisilva, también llamado bosque laurifolio o selva templada, de clima oceánico, lluvioso todo el año.
  - Bosque montano o nimbosilva, de clima húmedo de montaña, que se encuentra en latitudes tropicales y subtropicales pero que presenta un clima templado debido a su altitud.
- Bosque templado de coníferas o aciculisilva, también llamado bosque seco de coníferas, ya que su hoja acicular o aguja no pierde tanta agua por evotranspiración. Es de clima subalpino o templado húmedo.
- Bosque mixto, que alterna frondosas caducifolias con coníferas perennifolias.
- Bosque cuadrado es un bosque fauna alrededor del mar

## Fauna
Los animales del bosque templado no son muy visibles: unos por sus hábitos nocturnos, otros porque viven entre las hierbas. Existe gran variedad de gusanos, insectos, lagartijas y culebrillas que andan en el suelo, la hojarasca y la madera. Por sus colores y hábitos también un gran número de aves pasan inadvertidas. Estos últimos cazan desde insectos hasta venados, de acuerdo con su tamaño. Así mismo, los inviernos menos extremos hacen que estos bosques sean elegidos por numerosas especies migratorias, como es el caso de la mariposa monarca.
Por su riqueza y ubicación, muchos asentamientos humanos se han instalado en zonas del bosque templado, por lo que éstas han sido explotadas desde la época prehispánica. Varios de sus animales han sido desplazados, algunos se encuentran casi al borde de la desaparición, como el oso, lirones, jabalíes, ciervos, patos, cuervos, gatos monteses, lobos, murciélagos, entre otros.

## Clima

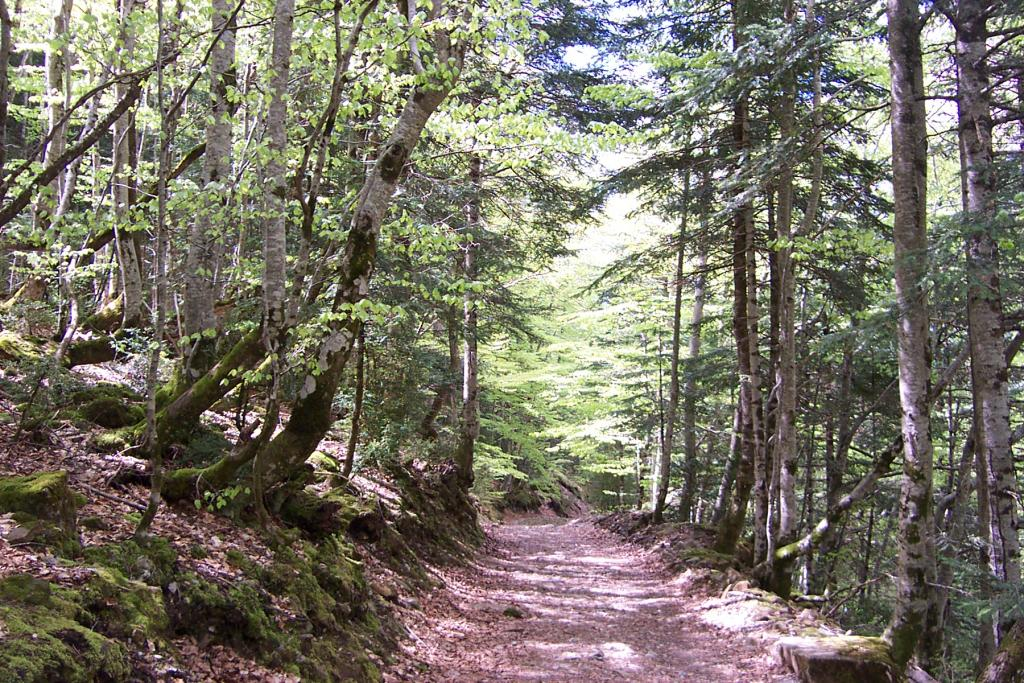
Bosque mixto templado en el Valle de Ordesa (en los Pirineos de España).

Es de clima templado húmedo principalmente. Se presentan veranos cálidos e inviernos fríos, con precipitación media anual entre 500mm y 2000 mm, y temperaturas que pueden variar entre –30 °C a 30 °C con un promedio de 10 °C. La nieve es común en la parte norte de la región pero desaparece en el extremo sur.

## Suelo
La densa cubierta vegetal y veranos cálidos y húmedos permite el desarrollo máximo de materiales orgánicos que forman una bien desarrollada capa de humus, generalmente en suelos limosos. La superficie del suelo es marrón oscuro y ligeramente ácida, con más capas rojizas debajo resultantes de la acumulación de óxidos de hierro. Este es un suelo rico y fértil.

## Flora
Estos bosques están compuestos principalmente por árboles caducifolios, que tienen hojas caducas muy diferentes a las perenne, las hojas caducas que descartan sus hojas cada otoño y desarrollan un nuevo complemento cada primavera; por lo tanto, son muy marcados los cambios estacionales en el aspecto de estos bosques. A medida que se va hacia el sur, aparecen más y más especies de árboles siempre verdes de hoja ancha. Los bosques presentan varias capas, con 1 o 2 capas de árboles, una capa arbustiva y una capa herbácea. Usualmente hay una explosión de crecimiento y floración de las especies herbáceas durante la primavera. Las coníferas, particularmente pinos, aparecen en muchas situaciones edáficas especiales; por ejemplo, donde los fuegos son frecuentes o los suelos son pobres. Algunos árboles producen característicamente grandes cantidades de semillas en algunos años y pocas en otros. Las lianas son más comunes que en otros bosques de la zona templada, quizás por ser capaces de competir por luz cuando los árboles han perdido sus hojas; sin embargo, están ausentes las epifitas debido, quizás, a que quedan muy expuestas a las bajas temperaturas del invierno.

## Diversidad
Estos bosques son complejos estructuralmente; algunos de ellos soportan una gran diversidad de especies vegetales lo que, a su vez, provee tanto recursos alimenticios como de espacio para una gran diversidad de animales. Cada tipo principal de bosque soporta su propio conjunto de especies vegetales y animales; los bosques con coníferas soportan faunas y floras diferentes que aquellos de caducos lo que aumenta la diversidad en una base local. Esta zona presenta la mayor diversidad de algunos grupos, especialmente insectos, fuera de los trópicos. La diversidad de plantas de Norteamérica y de Asia oriental es muy grande debido a que se refugiaron en lugares tropicales durante las glaciaciones; por otro lado, en Europa la diversidad es baja ya que el Mediterráneo impidió que pudieran retroceder antes de la llegada de los glaciares.
Muchos grupos principales de árboles se presentan en esta zona, con familias importantes de árboles como Pinaceae, Fagaceae, Juglandaceae, Aceraceae, Salicaceae y Betulaceae. Rosaceae y Ericaceae son familias dominantes de arbustos mientras que para hierbas las familias dominantes son Caryophyllaceae, Ranunculaceae, Cruciferae, Umbelliferae, Labiatae y Compositae. Los ambientes de la zona son lo suficientemente variados como para que ningún grupo particular de animales llegara a ser dominante, pero hay una alta diversidad de algunos grupos, incluyendo salamandras (con algunas familias endémicas a esta zona) y tortugas. También están bien representados en esta zona las aves paseriformes, topos, roedores menores y venados.

## Adaptaciones vegetales
Las hojas anchas y delgadas de las angiospermas arbóreas crecen rápidamente, interceptan eficientemente los fotones y proveen unos órganos fotosintetizadores efectivos durante los veranos cálidos y húmedos de esta zona. Sin embargo, ellas serían perjudiciales durante el letargo invernal de los árboles, permitiendo la pérdida de agua y posible daño por el frío mientras no estén fotosintetizando; por lo tanto, los árboles se desprenden de ellas en ese momento. El rápido crecimiento y floración de muchas hierbas del bosque permite aprovechar el breve período primaveral caliente y con abundante luz solar previo a que los árboles desarrollen hojas, lo cual es importante para los insectos polinizadores. La producción simultánea de grandes cantidades de semillas permite que muchas escapen de potenciales depredadores de semillas.

## Adaptaciones animales
La flora y la fauna presentan muchos tipos de adaptaciones estacionales. Una alta proporción de las aves y muchos murciélagos migran hacia el sur durante el invierno, mientras que los restantes murciélagos y algunos otros mamíferos hibernan durante este período de poco alimento y condiciones climáticas adversas. El almacenamiento de alimentos es posible debido a la facilidad de almacenarlos por la baja temperatura, y esta adaptación es importante para algunas grajillas y ardillas que se especializan en árboles que producen mucho solamente en algunos años como los robles y las hayas. Las cigarras, con unos sorprendentes ciclos sincronizados de emergencia que les permite saturar las poblaciones de depredadores, son características de esta zona.